# Geschubde lelhoningeter
De geschubde lelhoningeter (Anthochaera phrygia synoniem: Xanthomyza phrygia) is een zangvogel uit de familie Meliphagidae (honingeters). Het is een ernstig bedreigde vogelsoort uit het zuidoosten van  Australië.

## Herkenning
De vogel is 20 tot 22,5 cm lang. Het is een nogal ongebruikelijk gekleurde honingeter, want de vogel is overwegend zwart op de borst, kop en rug. Op de buik heeft hij een schubbenpatroon door de witte veerranden op de overwegend zwarte borst en buik. Ook de vleugelveren vertonen een afwisseling van zwart met witte veerranden en een duidelijke gele vleugelstreep. De staart is zwart en de buitenste staartpennen zijn bleekgeel. Rond het oog is de naakte huid roze gekleurd.

## Verspreiding en leefgebied
Deze soort is endemisch in zuidoostelijk Australië. Het is een vogel van half open bosgebieden, vaak bos langs waterlopen of gebieden met struikvormige Eucalyptussoorten langs de kust. De vogel is sterk afhankelijk van bepaalde soorten Eucalyptus zoals E. robusta, E. melliodora, E. albens, E. sideroxylon en Corymbia maculata die groeien in de wat meer vochtige en vruchtbare gebieden in het zuidoosten van het land. De vogel bouwt zijn nest in de kroon van grote Eucalyptusbomen.

## Status
Rond 1980 stond de vogel in een gangbare veldgids nog vermeld als vrij gewone vogelsoort die soms gezien werd in lanen en parken in steden. In 2003 bleek dat ongeveer 75% van zijn leefgebied was verdwenen of zodanig was veranderd dat er onvoldoende struiken met nectar voor de vogelsoort zijn overgebleven. Het leefgebied is omgezet in productiebos of is gebruikt voor verstedelijking. Daarbij kwam een nadelig effect van een lange periode van ongebruikelijk weinig neerslag. Mogelijk speel ook nog concurrentie met andere vogelsoorten zoals tuinhoningeter (Manorina melanocephala)  en schreeuwlederkop (Philemon corniculatus)  een rol.
De grootte van de wereldpopulatie werd in 2016 geschat op 350 tot 400 volwassen individuen en de geschubde lelhoningeter gaat verder in aantal achteruit. Om deze redenen staat deze honingeter als kritiek op de Rode Lijst van de IUCN.
Inmiddels bestaat er een uitgebreid programma van het Regent Honeyeater Recovery Team om de soort te behouden. In bepaalde gebieden wordt het inheemse bos ecologisch hersteld en worden vogels in gevangenschap gekweekt en weer losgelaten in geschikt gemaakt bos en natuurreservaten.
Uitzonderlijk grote bosbranden eind 2019 en begin 2020 hebben ook de leefgebieden van de geschubde lelhoningeter beschadigd. Hoe schadelijk deze branden waren moet nog worden vastgesteld.